# لورا برلز
لورا برلز (بالألمانية: Laura Perls) (و. 1905 – 1990 م) هي عالمة نفس، وطبيبة ألمانية، ولدت في بفورتسهايم، توفيت في بفورتسهايم، عن عمر يناهز 85 عاماً.